# Никодим (Кулыгин)
Епи́скоп Никоди́м (укр. Єпископ Никодим, в миру Ви́ктор Ви́кторович Кулы́гин, укр. Віктор Вікторович Кулигін; род. 10 декабря 1968, Цюрупинск, Херсонская область) — архиерей Православной церкви Украины, епископ Херсонский и Таврический (с 2020).

## Биография
Родился 10 декабря 1968 года в городе Цюрупинске, Херсонской области Украинской ССР в семье военнослужащего. Служба отца проходила на Западной Украине, в Ивано-Франковской области, где мальчик с 1976 по 1986 год учился в средней школе, окончив обучение с золотой медалью. В период обучения в школе участвовал в республиканских математических олимпиадах.
В 1986 году поступил в Московский физико-технический институт, который окончил в 1992 году с красным дипломом и рекомендацией для поступления в аспирантуру.
В 1988 году (с завершением военной службы отца) семья вернулась на Херсонщину. Приехав в 1992 году, после окончания МФТИ, в Херсон, начал иподиаконствовать у епископа Херсонского Илариона (Шукало).
15 августа 1993 года епископом Иларионом был хиротонисан во диакона, а 27 февраля 1994 года — в сан пресвитера. В Херсонской и Таврической епархии был заведующим канцелярией и секретарём епархиального управления.
В 1997 году окончил Киевскую духовную семинарию и был переведён в клир Донецкой и Мариупольской епархии (УПЦ МП), где до 2003 года служил в кафедральном соборе, был заведующим канцелярией и личным секретарём митрополита Илариона (Шукало).
В 2005 году вернулся в клир Херсонской и Таврической епархии и стал секретарём епархиального управления. С 2007 до начала 2019 года служил в Свято-Духовском кафедральном соборе. Некоторое время был пресс-секретарём митрополита Херсонского Иоанна (Сиопко).
24 февраля 2019 года обратился в управление Херсонской епархии ПЦУ о вхождении в юрисдикицю Православной церкви Украины и был включён в клир Сретенского собора, под руководство архиепископа Херсонского Дамиана (Замараева). О своём переходе в ПЦУ сообщил на своей странице в Facebook: «Из 50 лет жизни 25 лет в клире УПЦ. Вчерашний вечер перевернул эту страницу. Думаю, чтобы открылась новая. Благослови, Боже!». Занимал должность пресс-секретаря епархии.
В октябре того же года стал насельником Михайловского Златоверхого монастыря в Киеве и 15 ноября был пострижен в монашество с наречением имени Никодим в честь преподобного Никодима Просфорника.
19 ноября 2019 года, учитывая пожелания временно управляющего Херсонской епархией архиепископа Климента (Куща), архиепископа на покое Дамиана (Замараева), бывшего Херсонского и Таврического, а также обращение духовенства Херсонской епархии, Священный синод Православной церкви Украины избрал клирика Михайловского Златоверхого монастыря игумена Никодима для рукоположения в сан епископа Генического, викария Херсонской и Таврической епархии.
4 декабря 2019 года в Михайловском Златоверхом монастыре был хиротонисан во епископа Генического, викария Херсонской и Таврической епархии. Хиротонию совершили: митрополит Киевский и всея Украины Епифаний (Думенко), митрополит Винницкий и Барский Симеон (Шостацкий), митрополит Черкасский и Чигиринский Иоанн (Яременко), митрополит Переяславский и Вишневский Александр (Драбинко), архиепископ Богуславский Александр (Решетняк), архиепископ на покое Дамиан (Замараев), архиепископ Симферопольский и Крымский Климент (Кущ), архиепископ Полтавский и Кременчугский Феодор (Бубнюк), архиепископ Черниговский и Нежинский Евстратий (Зоря), архиепископ Черновицкий и Хотинский Герман (Семанчук), архиепископ Днепровский и Криворожский Симеон (Зинкевич), архиепископ Вышгородский Агапит (Гуменюк), епископ Васильковский Лаврентий (Мигович), епископ Белогородский Иоанн (Швец), епископ Фастовский Владимир (Черпак), епископ Шепетовский Адриан (Кулик). На хиротонии присутствовали экзарх Константинпольского Патриарха архимандрит Михаил (Анищенко), а также посол Греции Василиос Борновас.
21 августа 2020 года Священным Синодом ПЦУ был избран епископом Херсонским и Таврическим.